# Општина Теколутла (Веракруз)
Теколутла (шп. Tecolutla) општина је у Мексику у савезној држави Веракруз. Општина се налази на надморској висини од 0 м.

## Становништво
Према подацима из 2010. у општини је живело 25126 становника.

### Хронологија
| Година       | 2000                  | 2005                  | 2010                  |
| ------------ | --------------------- | --------------------- | --------------------- |
| Становништво | 25681 (12820 / 12861) | 24258 (11885 / 12373) | 25126 (12351 / 12775) |

### Попис
| \| \| м \| \| \| ж \| \| 0—2 \| 593 \| \| \| 622 \| \| 3—5 \| 611 \| \| \| 635 \| \| 6—11 \| 1.405 \| \| \| 1.437 \| \| 12—14 \| 800 \| \| \| 770 \| \| 15—17 \| 860 \| \| \| 808 \| \| 18—24 \| 1.370 \| \| \| 1.414 \| \| 60+ \| 1.644 \| \| \| 1.528 \| \| Просек : \| 30,7 \| \| \| 30,8 \| |       |  |  |       |
| |       |  |  |       |
| | м     |  |  | ж     |
| 0—2 | 593   |  |  | 622   |
| 3—5 | 611   |  |  | 635   |
| 6—11 | 1.405 |  |  | 1.437 |
| 12—14 | 800   |  |  | 770   |
| 15—17 | 860   |  |  | 808   |
| 18—24 | 1.370 |  |  | 1.414 |
| 60+ | 1.644 |  |  | 1.528 |
| Просек : | 30,7  |  |  | 30,8  |

| #   | Индикатор                                                                                        | Вредност |
| --- | ------------------------------------------------------------------------------------------------ | -------- |
| 1   | Становништво од 0 до 2 године                                                                    | 1215     |
| 2   | Мушко становништво од 0 до 2 године                                                              | 593      |
| 3   | Женско становништво од 0 до 2 године                                                             | 622      |
| 4   | Становништво са 3 и више година                                                                  | 23892    |
| 5   | Мушко становништво са 3 и више година                                                            | 11750    |
| 6   | Женско становништво са 3 и више година                                                           | 12142    |
| 7   | Становништво са 5 и више година                                                                  | 23055    |
| 8   | Мушко становништво са 5 и више година                                                            | 11332    |
| 9   | Женско становништво са 5 и више година                                                           | 11723    |
| 10  | Становништво са 12 и више година                                                                 | 19804    |
| 11  | Мушко становништво са 12 и више година                                                           | 9734     |
| 12  | Женско становништво са 12 и више година                                                          | 10070    |
| 13  | Становништво са 15 и више година                                                                 | 18234    |
| 14  | Мушко становништво са 15 и више година                                                           | 8934     |
| 15  | Женско становништво са 15 и више година                                                          | 9300     |
| 16  | Становништво са 18 и више година                                                                 | 16566    |
| 17  | Мушко становништво са 18 и више година                                                           | 8074     |
| 18  | Женско становништво са 18 и више година                                                          | 8492     |
| 19  | Становништво од 3 до 5 година                                                                    | 1246     |
| 20  | Мушко становништво од 3 до 5 година                                                              | 611      |
| 21  | Женско становништво од 3 до 5 година                                                             | 635      |
| 22  | Становништво од 6 до 11 година                                                                   | 2842     |
| 23  | Мушко становништво од 6 до 11 година                                                             | 1405     |
| 24  | Женско становништво од 6 до 11 година                                                            | 1437     |
| 25  | Становништво од 8 до 14 година                                                                   | 3499     |
| 26  | Мушко становништво од 8 до 14 година                                                             | 1746     |
| 27  | Женско становништво од 8 до 14 година                                                            | 1753     |
| 28  | Становништво од 12 до 14 година                                                                  | 1570     |
| 29  | Мушко становништво од 12 до 14 година                                                            | 800      |
| 30  | Женско становништво од 12 до 14 година                                                           | 770      |
| 31  | Становништво од 15 до 17 година                                                                  | 1668     |
| 32  | Мушко становништво од 15 до 17 година                                                            | 860      |
| 33  | Женско становништво од 15 до 17 година                                                           | 808      |
| 34  | Становништво од 18 до 24 године                                                                  | 2784     |
| 35  | Мушко становништво од 18 до 24 године                                                            | 1370     |
| 36  | Женско становништво од 18 до 24 године                                                           | 1414     |
| 37  | Женско становништво од 15 до 49 година                                                           | 6577     |
| 38  | Становништво са 60 и више година                                                                 | 3172     |
| 39  | Мушко становништво са 60 и више година                                                           | 1644     |
| 40  | Женско становништво са 60 и више година                                                          | 1528     |
| 41  | Однос између мушкараца и жена                                                                    | 96.68    |
| 42  | Становништво од нуле до 14 година                                                                | 6873     |
| 43  | Становништво од 15 до 64 године                                                                  | 15977    |
| 44  | Становништво од 65 година и више                                                                 | 2257     |
| 45  | Просечан број деце                                                                               | 2.77     |
| 46  | Становништво рођено у ентитету                                                                   | 22616    |
| 47  | Мушко становништво рођено у ентитету                                                             | 11156    |
| 48  | Женско становништво рођено у ентитету                                                            | 11460    |
| 49  | Становништво рођено у другом ентитету                                                            | 2382     |
| 50  | Мушко становништво рођено у другом ентитету                                                      | 1130     |
| 51  | Женско становништво рођено у другом ентитету                                                     | 1252     |
| 52  | Становништво од 5 година и више резидентно у ентитету у јуну 2005. године                        | 21845    |
| 53  | Мушко становништво старосног доба од 5 година и више, резидентно у ентитету у јуну 2005. године  | 10665    |
| 54  | Женско становништво старосног доба од 5 и више година, резидентно у ентитету у јуну 2005. године | 11180    |
| 55  | Становништво од 5 година и више које је живело у другом ентитету у јуну 2005. године             | 899      |
| 56  | Мушко становништво старије од 5 година које је живело у другом ентитету у јуну 2005. године      | 435      |
| 57  | Женско становништво старије од 5 година које је живело у другом ентитету у јуну 2005. године     | 464      |
| 58  | Становништво од 3 године и више које говори аутохтони језик                                      | 927      |
| 59  | Мушко становништво старо 3 године и више које говори аутохтони језик                             | 500      |
| 60  | Женско становништво старо 3 године и више које говори аутохтони језик                            | 427      |
| 61  | Становништво од 3 године и више које говори аутохтони језик и не говори шпански језик            | 4        |
| 62  | Мушко становништво старо 3 године и више које говори аутохтони језик и не говори шпански         | 0        |
| 63  | Женско становништво старо 3 године и више које говори аутохтони језик и не говори шпански језик  | 4        |
| 64  | Становништво старо 3 године и више које говори аутохтони језик и шпански                         | 835      |
| 65  | Мушко становништво старо 3 године и више које говори аутохтони језик и шпански                   | 461      |
| 66  | Женско становништво старо 3 године и више које говори аутохтони језик и шпански                  | 374      |
| 67  | Становништво од 5 година и више које говори аутохтони језик                                      | 927      |
| 68  | Становништво од 5 година и више које говори аутохтони језик и не говори шпански језик            | 4        |
| 69  | Становништво од 5 година и више које говори аутохтони језик и говори шпански језик               | 835      |
| 70  | Становништво у домородачким домаћинствима                                                        | 2258     |
| 71  | Становништво са ограничењима у активностима                                                      | 1303     |
| 72  | Становништво са ограниченим ходањем или кретањем, горе или доле                                  | 761      |
| 73  | Становници са ограничењима вида, чак и уз кориштење сочива                                       | 359      |
| 74  | Становништво са ограничењима говора, комуникације или конверзације                               | 140      |
| 75  | Становништво са ограниченим слухом                                                               | 182      |
| 76  | Становништво са ограничењима при одевању, купању или јелу                                        | 92       |
| 77  | Становништво са ограничењима у опажању или учењу једноставних ствари                             | 71       |
| 78  | Становништво са менталним ограничењима                                                           | 110      |
| 79  | Становништво без ограничења активности                                                           | 23702    |
| 80  | Становништво од 3 до 5 година које не похађа школу                                               | 698      |
| 81  | Мушко становништво од 3 до 5 година које не похађа школу                                         | 344      |
| 82  | Женско становништво од 3 до 5 година које не похађа школу                                        | 354      |
| 83  | Становништво од 6 до 11 година које не похађа школу                                              | 95       |
| 84  | Мушко становништво од 6 до 11 година које не похађа школу                                        | 44       |
| 85  | Женско становништво од 6 до 11 година које не похађа школу                                       | 51       |
| 86  | Становништво од 12 до 14 година које не похађа школу                                             | 147      |
| 87  | Мушко становништво од 12 до 14 година које не похађа школу                                       | 74       |
| 88  | Женско становништво од 12 до 14 година које не похађа школу                                      | 73       |
| 89  | Становништво од 15 до 17 година похађа школу                                                     | 1176     |
| 90  | Мушко становништво од 15 до 17 година похађа школу                                               | 612      |
| 91  | Женско становништво између 15 и 17 година живота у школи                                         | 564      |
| 92  | Становништво од 18 до 24 године похађа школу                                                     | 589      |
| 93  | Мушко становништво од 18 до 24 године похађа школу                                               | 298      |
| 94  | Женско становништво од 18 до 24 године похађа школу                                              | 291      |
| 95  | Становништво од 8 до 14 година које не може да чита и пише                                       | 139      |
| 96  | Мушко становништво старосног доба од 8 до 14 година које не може да чита и пише                  | 88       |
| 97  | Женско становништво старосног доби од 8 до 14 година које не може да чита и пише                 | 51       |
| 98  | Становништво од 15 година и више које је неписмено                                               | 2157     |
| 99  | Мушко становништво од 15 година и више које је неписмено                                         | 870      |
| 100 | Женско становништво од 15 година и више које је неписмено                                        | 1287     |
| 101 | Становништво старо 15 и више година без школовања                                                | 2071     |
| 102 | Мушко становништво старо 15 и више година без школовања                                          | 868      |
| 103 | Женско становништво старо 15 и више година без школовања                                         | 1203     |
| 104 | Становништво старосног доба 15 и више година са непотпуним основним образовањем                  | 3973     |
| 105 | Мушко становништво старосног доба од 15 година и више са непотпуном основним образовањем         | 2072     |
| 106 | Женско становништво старосног доба 15 и више година са непотпуном основним образовањем           | 1901     |
| 107 | Становништво старо 15 и више година са комплетним основним образовањем                           | 3540     |
| 108 | Мушко становништво старо 15 година и више са комплетним основним образовањем                     | 1694     |
| 109 | Женско становништво старо 15 и више година са комплетним основним образовањем                    | 1846     |
| 110 | Становништво старосног доба 15 и више година са непотпуним средњим образовањем                   | 996      |
| 111 | Мушко становништво старосног доба од 15 година и више са непотпуним средњим образовањем          | 528      |
| 112 | Женско становништво старосног доба од 15 година и више са непотпуним средњим образовањем         | 468      |
| 113 | Становништво старо 15 и више година са пуним секундарном образовањем                             | 3716     |
| 114 | Мушко становништво старосног доба од 15 година и више са пуним секундарном образовањем           | 1815     |
| 115 | Женско становништво старосног доба од 15 година и више са пуним секундарном образовањем          | 1901     |
| 116 | Становништво старије од 18 година са постосновним образовањем                                    | 3464     |
| 117 | Мушко становништво старије од 18 година са постосновним образовањем                              | 1737     |
| 118 | Женско становништво старије од 18 година са постосновним образовањем                             | 1727     |
| 119 | Просечна оцена школовања                                                                         | 6.72     |
| 120 | Просечан ниво образовања мушке популације                                                        | 6.8      |
| 121 | Просечан ниво образовања женског становништва                                                    | 6.64     |
| 122 | Економски активно становништво                                                                   | 9738     |
| 123 | Економски активна мушка популација                                                               | 7478     |
| 124 | Економски активна женска популација                                                              | 2260     |
| 125 | Становништво које није економски активно                                                         | 9932     |
| 126 | Мушко становништво које није економски активно                                                   | 2164     |
| 127 | Женско становништво које није економски активно                                                  | 7768     |
| 128 | Запослено становништво                                                                           | 9415     |
| 129 | Запослено мушко становништво                                                                     | 7176     |
| 130 | Запослено женско становништво                                                                    | 2239     |
| 131 | Незапослена популација                                                                           | 323      |
| 132 | Незапослена мушка популација                                                                     | 302      |
| 133 | Незапослена женска популација                                                                    | 21       |
| 134 | Становништво без права на здравствене услуге                                                     | 11137    |
| 135 | Становништво које има право на здравствене услуге                                                | 13946    |
| 136 | Становништво које има право на ИМСС                                                              | 4003     |
| 137 | Становништво које има право на социјално осигурање                                               | 508      |
| 138 | Становништво које има право на државно социјално осигурање                                       | 9        |
| 139 | Становништво које има право на опште осигурање или здравствено осигурање за нову генерацију      | 9150     |
| 140 | Становништво које је било једном или није било у браку током 12 година и више                    | 6372     |
| 141 | Венчано или уједињено становништво од 12 година и више                                           | 11431    |
| 142 | Становништво које је било у браку или уједињено 12 година и више                                 | 1985     |
| 143 | Становништво са католичком религијом                                                             | 20187    |
| 144 | Протестанти, еванђелисти и библијски следбеници различити од еванђелиста                         | 2823     |
| 145 | Становништво са другим религијама различитим од претходних                                       | 114      |
| 146 | Становништво без религије                                                                        | 1690     |
| 147 | Укупно пописаних домаћинства                                                                     | 6846     |
| 148 | Пописна домаћинства на челу са мушкарцима                                                        | 5328     |
| 149 | Пописна домаћинства на челу са женама                                                            | 1518     |
| 150 | Становништво у пописним домаћинствима                                                            | 25050    |
| 151 | Становништво у пописним домаћинствима на челу са мушкарцима                                      | 20302    |
| 152 | Становништво у пописним домаћинствима на челу са женама                                          | 4748     |
| 153 | Укупно домаћинстава                                                                              | 9505     |
| 154 | Укупно насељених домаћинстава                                                                    | 6865     |
| 155 | Укупно приватних кућа                                                                            | 9486     |
| 156 | Насељени приватни домови                                                                         | 6846     |
| 157 | Укупно насељених приватних кућа                                                                  | 6849     |
| 158 | Ненасељене приватне куће                                                                         | 1053     |
| 159 | Појединачна домаћинства за привремену употребу                                                   | 1587     |
| 160 | Становници у насељеним приватним кућама                                                          | 25050    |
| 161 | Насељеност станара у приватним становима                                                         | 3.66     |
| 162 | Просечно становника по соби у приватним насељеним домаћинствима                                  | 1.18     |
| 163 | Појединачна домаћинства са подовима од различитих материјала од земље                            | 5878     |
| 164 | Појединачна домаћинства у приземљу                                                               | 920      |
| 165 | Појединачна домаћинства са једном спаваћом собом                                                 | 3212     |
| 166 | Појединачна домаћинства са две спаваће собе и више                                               | 3608     |
| 167 | Појединачна домаћинства са једним собом                                                          | 956      |
| 168 | Појединачна домаћинства са две собе                                                              | 1620     |
| 169 | Појединачна домаћинства са 3 собе и више                                                         | 4232     |
| 170 | Појединачна домаћинства која имају електрично светло                                             | 6402     |
| 171 | Појединачна домаћинства која немају електрично светло                                            | 421      |
| 172 | Појединачна домаћинства која имају водоводну воду у стамбеном простору                           | 1972     |
| 173 | Појединачна домаћинства која немају водоводну воду у стамбеном простору                          | 4853     |
| 174 | Појединачна домаћинства која имају тоалет                                                        | 6585     |
| 175 | Појединачна домаћинства која имају канализацију                                                  | 4779     |
| 176 | Појединачна домаћинства која немају канализацију                                                 | 1990     |
| 177 | Појединачна домаћинства која имају електрично светло, довод воде из јавне мреже и канализацију   | 1468     |
| 178 | Појединачна домаћинства без икаквих услова                                                       | 298      |
| 179 | Појединачна домаћинства која имају радио                                                         | 4616     |
| 180 | Појединачна домаћинства која имају телевизор                                                     | 6139     |
| 181 | Појединачна домаћинства која имају фрижидер                                                      | 4977     |
| 182 | Појединачна домаћинства која имају машину за веш                                                 | 3396     |
| 183 | Појединачна домаћинства која имају аутомобил или комби                                           | 1403     |
| 184 | Појединачна домаћинства која имају рачунар                                                       | 482      |
| 185 | Појединачна домаћинства која имају фиксну телефонску линију                                      | 1446     |
| 186 | Појединачна домаћинства која имају мобилни телефон                                               | 2833     |
| 187 | Појединачна домаћинства која имају приступ интернету                                             | 256      |